# Vila Zvonařova 10 (Beroun)
Vila Zvonařova 10 v Berouně je jednopatrový, samostatně stojící dům obdélníkového půdorysu. V domě působil v letech 1942–1943 ilegální ÚV KSČ.

## Historie

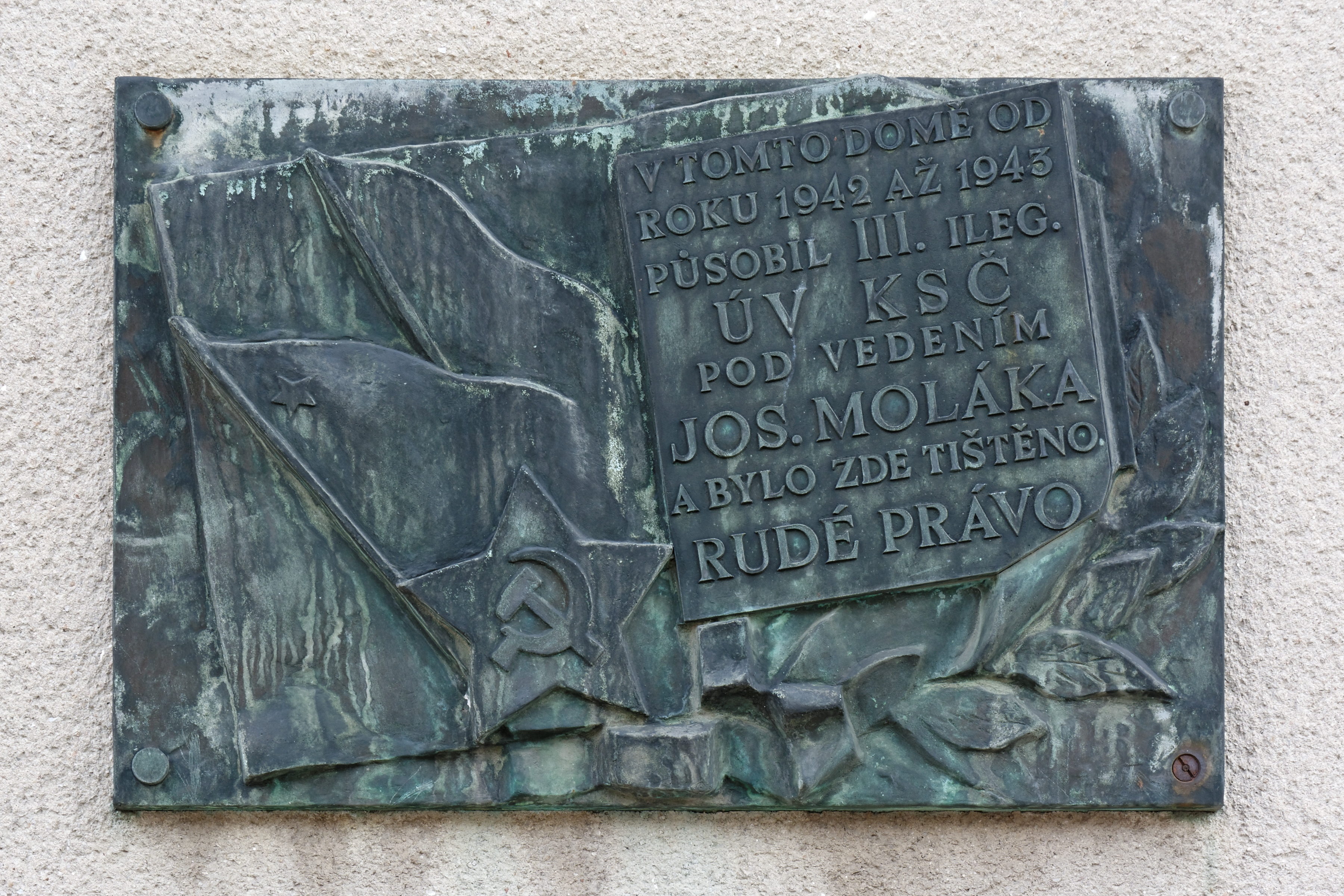
Pamětní deska - detail

Stavba pravděpodobně pochází z 1. třetiny 20. století (nebo byla v této době upravována). V letech 1942–1943 tu pracoval ilegální Ústřední výbor Komunistické strany Československa. Na historické souvislosti upomíná pamětní deska s textem: "V tomto domě od roku 1942–1943 působil ilegální ÚV KSČ pod vedením Josefa Moláka a bylo zde tištěno Rudé právo." Deska dále obsahuje reliéf praporů, srpu s kladivem, pěticípé hvězdy a ratolesti.

## Architektura
Dle historických fotografií se jednalo o přízemní stavení tradiční dispozice. Dům prošel v 70. - 80. letech 20. století kompletní přestavbou (navýšení patra).

## Památková péče
Dům byl v 60. letech 20. století zapsán do ústředního seznamu kulturních památek jako dělnická památka.
V roce 2013 bylo zažádáno o zrušení památkové ochrany, a to ze dvou hlavních důvodů:
- Důvod zápisu objektu do seznamu kulturních památek byl primárně politický.
- I v době zápisu na seznam kulturních památek byl dům běžnou typovou stavbou, přestavbou ze 70.–80. let 20. století pak pozbyl veškerých památkových hodnot.

Ministerstvo kultury ČR proto ke dni 25. července 2013 památkovou ochranu objektu zrušilo.